# Stanningfield
Stanningfield is een dorp in het Engelse graafschap Suffolk. Het ligt in het district St. Edmundsbury, op zo'n 9 km ten zuidoosten van Bury St. Edmunds. Stanningfield komt in het Domesday Book (1086) voor als 'Stanesfelda' / 'Stanfella'.

## Geboren
- Elizabeth Inchbald (1753-1821), toneelactrice, dramaturge en noveliste